# Operclipygus juninensis
Operclipygus juninensis  (лат.) — вид мирмекофильных жуков-карапузиков из семейства Histeridae (Histerinae, Exosternini). Южная Америка: Бразилия, Перу. Длина 1,44—1,75 м, ширина 1,28—1,34 мм. Цвет красновато-коричневый. Форма тела овальная. Вид был обнаружены в колониях кочевых муравьёв Eciton burchelli и описан в 2013 году энтомологами Майклом Катерино (Michael S. Caterino) и Алексеем Тищечкиным (Santa Barbara Museum of Natural History, Санта-Барбара, США). Название вида juninensis происходит от имени департамента Перу (Junín), где была найдена типовая серия. O. juninensis отнесён к таксономической группе Operclipygus sejunctus group, близок к виду Operclipygus pecki, отличаясь от него ареалом (O. pecki найден только в Боливии), деталями строения гениталий и окраски надкрылий и пронотума (спинная сторона O. pecki двуцветная с рыжеватым пронотумом).